# ABS-CBN
A ABS-CBN Corporation (comumente conhecido como ABS-CBN) é uma empresa de mídia filipina com sede na Cidade Quezon. É o maior conglomerado de entretenimento e mídia das Filipinas. Foi formada pela fusão da Alto Broadcasting System (ABS) e da Chronicle Broadcasting Network (CBN).

## História
- 13 de junho de 1946: BEC (Bolinao Electronics Corporation) é estabelecida como a primeira emissora privada na Ásia.
- 23 de outubro de 1953: BEC renomeado ABS (Alto Broadcasting System), primeira transmissão começa (indicativo DZAQ-TV, canal 3).
- 1956: Começa a primeira transmissão de CBN (Chronicle Broadcasting Network) (indicativo DZXL-TV, canal 9).
- 24 de julho de 1961: Iniciada a primeira transmissão regional do ABS em Cebu.
- 1966: Começa a primeira transmissão de televisão em cores nas Filipinas e a primeira no sudeste da Ásia.
- 1967: DZAQ-TV 3 (ABS) e DZXL-TV 9 (CBN) fundidos e renomeados como ABS-CBN (indicativo de chamada integrado ao DZAQ-TV).
- 1969: Alterado o número do canal da área de Manila para #2.
- 1971: taxa de transmissão em cores de 100% alcançada.
- 1972: Primeira transmissão nacional nas Filipinas.
- 21 de setembro de 1972: ABS-CBN fechada por 14 anos devido à opressão da mídia pela ditadura de Marcos nas Filipinas. "BBC TV 2 (Banahaw Broadcasting Corporation, uma rede pública de transmissão sob a administração de Marcos nas Filipinas)" ocupou o cargo por 14 anos (indicativo DWWX-TV).
- 14 de setembro de 1986: Ressuscitado com o colapso da ditadura de Marcos nas Filipinas. A ABS-CBN foi relançado após a Revolução do Poder Popular.
- 1992: A primeira transmissão regional nas Filipinas.
- 1993: A ABS-CBN lançou o Star Cinema.
- 1994: Transmissão doméstica por satélite nas Filipinas.
- 30 de março de 1995: A franquia da ABS-CBN foi concedida por 25 anos pelo presidente Fidel Ramos sob a Lei da República número 7966.
- 1999: ABS-CBN é apresentado como The Kapamilya Network, um termo tagalo para "família", seguido por GMA para The Kapuso Network em 2002 e TV5 para The Kapatid Network em 2010.
- 11 de fevereiro de 2015: A primeira transmissão de televisão digital nas Filipinas. O método é ISDB-T. ABS-CBN lança TVplus, o primeiro receptor de televisão digital nas Filipinas.
- 10 de fevereiro de 2020: A ABS-CBN anunciou que o procurador-geral Jose Calida apresentou uma petição ao Supremo Tribunal das Filipinas para encerrar a franquia devido a alegações de que estrangeiros foram autorizados a se envolver na propriedade da empresa.
- 5 de maio de 2020: O canal principal da ABS-CBN, o Canal 2 junto com sua rede irmã S+A (Canal 23) e outras estações de rádio e TV foram obrigadas a interromper a transmissão pela Comissão Nacional de Telecomunicações após o término de sua franquia de 25 anos.
- 13 de junho de 2020: A ABS-CBN lançou Kapamilya Channel, a primeira rede a cabo generalista nas Filipinas.
- 30 de junho de 2020: a NTC parou de transmitir os canais de televisão digital da ABS-CBN devido ao pedido contra a TVplus após 1 mês do vencimento de sua licença de 25 anos.
- 10 de julho de 2020: O congresso negou a renovação da franquia ABS-CBN por mais 25 anos.
- 28 de agosto de 2020: Todas as estações regionais da ABS-CBN foram fechadas e dispensaram funcionários da rede, apenas 3 meses após o desligamento e 1 mês após a negação da franquia.
- 31 de agosto de 2020: ABS-CBN fecha sua divisão de esportes.
- 10 de outubro de 2020: A Zoe Broadcasting Network fez seu acordo de bloqueio com a ABS-CBN (5 meses após seu fechamento na televisão aberta) e lançou o A2Z no canal VHF 11.
- 24 de janeiro de 2021: A emissora TV5 iniciou a transmissão simultânea de programas selecionados da ABS-CBN, como ASAP Natin 'To e FPJ: Da King.
- 8 de fevereiro de 2021: O presidente Rodrigo Duterte não permitiria a concessão da nova franquia da ABS-CBN até que a família Lopez pagasse todos os impostos.
- 8 de março de 2021: A emissora TV5 começou a transmissão simultânea da programação do horário nobre da ABS-CBN, como Ang Probinsyano, Ang sa Iyo ay Akin, Walang Hanggang Paalam e Pinoy Big Brother: Connect.
- 5 de janeiro de 2022: as frequências ABS-CBN como o Canal 2 foram vendidas para o Advanced Media Broadcasting System (AMBS) do ex-senador Manny Villar e o Canal 23 foi vendido para a Aliw Broadcasting Corporation (ABC) do ALC Group of Companies.
- 5 de abril de 2022: A emissora GMA Network adquirir todos os filmes da Star Cinema em um acordo de parceria com a ABS-CBN.
- Agosto de 2022: a suposta aquisição da ABS-CBN de 34,99% de participação minoritária na TV5 Network em agosto de 2022 foi encerrada.
- Janeiro de 2023: ABS-CBN fez parceria novamente com a GMA Network para criar novos conteúdos, começando com Unbreak My Heart.
- 23 de maio de 2023: A ABS-CBN formou uma joint venture com a Prime Media Holdings para formar a MediaSerbisyo Corporation em 30 de junho de 2023 com o relançamento da TeleRadyo como TeleRadyo Serbisyo.
- 1 de julho de 2023: A emissora GMA Network ampliou sua parceria com a ABS-CBN para iniciar a transmissão simultânea do programa de variedades It's Showtime que seria exibido no canal GTV.[7][8][9]
- 6 de abril de 2024: O programa de variedades da empresa It's Showtime começou sua transmissão simultânea no canal principal da GMA Network.[10][11]
- 15 de abril de 2024: A All TV começou sua transmissão simultânea dos programas de televisão clássicos da ABS-CBN sob o bloco Jeepney TV sa All TV, bem como o principal noticiário da rede, TV Patrol, fazendo o retorno dos programas da ABS-CBN à televisão terrestre após quase 4 anos para o encerramento da transmissão da ABS-CBN em 2020. De acordo com o acordo de conteúdo entre a ABS-CBN Corporation e a Advanced Media Broadcasting System em 23 de abril, o lançamento oficial da All TV com o referido bloco de programação começou em 13 de maio.[12]
- 13 de maio de 2024: Os programas em andamento da ABS-CBN, incluindo Magandang Buhay e It's Showtime, também seriam exibidos na All TV.[13][14]

## Canais de televisão

### Locais

#### Atual
| Logótipo | Canal                | Descrição | Fundação                         |
| -------- | -------------------- | --- | -------------------------------- |
|          | Kapamilya Channel    | O principal canal a cabo da ABS-CBN. Notícias, entretenimento, drama e estilo de vida. É o primeiro canal a cabo generalista nas Filipinas.     | 13 de junho de 2020 (4 anos)     |
|          | ABS-CBN News Channel | Canal de notícias em inglês. | 1 de maio de 1996 (28 anos)      |
|          | Cinema One           | Canal de filmes. | 12 de junho de 1994 (30 anos)    |
|          | Cine Mo!             | Canal voltado ao público masculino. | 3 de janeiro de 2011 (14 anos)   |
|          | Jeepney TV           | Canal de drama e entretenimento. | 1 de outubro de 2012 (12 anos)   |
|          | Knowledge Channel    | Canal educativo. | 6 de novembro de 1999 (25 anos)  |
|          | Metro Channel        | Canal voltado ao público feminino. | 2 de abril de 2018 (6 anos)      |
|          | Myx                  | Canal de música. | 20 de novembro de 2000 (24 anos) |
|          | TeleRadyo Serbisyo   | Canal de notícias em idioma tagalo. Co-propriedade com a Prime Media Holdings, anteriormente conhecido como DZMM TeleRadyo e ABS-CBN TeleRadyo. | 12 de abril de 2007 (17 anos)    |

#### Antigo
| Logótipo | Canal                         | Descrição | Fundação | Extinção                                                                                               |
| -------- | ----------------------------- | --- | --- | --- |
|          | ABS-CBN                       | O canal principal da ABS-CBN. Notícias, entretenimento, drama e estilo de vida. Foi a primeira emissora de televisão do Sudeste Asiático. | 23 de outubro de 1953 (71 anos) (primeiro lançamento) 14 de setembro de 1986 (relançar)                                                       | 21 de setembro de 1972 (52 anos) (lei marcial) 5 de maio de 2020 (4 anos) (devido à franquia expirada) |
|          | ABS-CBN Regional Channel      | Canal regional. | 15 de março de 2017 (8 anos) | 15 de janeiro de 2018 (7 anos)                                                                         |
|          | ABS-CBN Sports and Action     | Canal de esportes. | 18 de janeiro de 2014 (11 anos) | 5 de maio de 2020 (4 anos)                                                                             |
|          | Asianovela Channel            | Canal de drama asiático dublado em tagalo.                                                                                                | 30 de julho de 2018 (6 anos) | 30 de junho de 2020 (4 anos)                                                                           |
|          | Balls                         | Canal de esportes. | 1 de janeiro de 2008 (17 anos) | 31 de dezembro de 2015 (9 anos)                                                                        |
|          | CgeTV                         | Canal de vídeo. | 20 de dezembro de 2010 (14 anos) | 30 de setembro de 2012 (12 anos)                                                                       |
|          | Hero                          | Canal de anime. | 12 de novembro de 2005 (19 anos) | 1 de fevereiro de 2018 (7 anos)                                                                        |
|          | Lifestyle Network (Filipinas) | Canal de estilo de vida. Agora é usado como um canal internacional até 2020.                                                              | 24 de julho de 1999 (25 anos) | 1 de abril de 2018 (6 anos)                                                                            |
|          | Liga                          | Canal de esportes. | 1 de janeiro de 2018 (7 anos) | 30 de dezembro de 2020 (4 anos)                                                                        |
|          | Maxxx                         | Canal voltado ao público masculino. | 1 de janeiro de 2008 (17 anos) | 30 de setembro de 2010 (14 anos)                                                                       |
|          | Movie Central                 | Canal de filmes em inglês. | 30 de julho de 2018 (6 anos) 15 de junho de 2020 (4 anos) (relançado como um bloco de filme na Kapamilya Channel)                             | 5 de maio de 2020 (4 anos)                                                                             |
|          | O Shopping                    | Canal de compras em casa. Co-propriedade com CJ ENM.                                                                                      | 7 de outubro de 2013 (11 anos) | 1 de novembro de 2020 (4 anos)                                                                         |
|          | PIE                           | Canal de entretenimento. Co-propriedade com Broadcast Enterprises and Affiliated Media.                                                   | 23 de maio de 2022 (2 anos) | 31 de dezembro de 2023 (1 ano)                                                                         |
|          | Studio 23                     | Canal direcionado ao público jovem. | 12 de outubro de 1996 (28 anos) | 16 de janeiro de 2014 (11 anos)                                                                        |
|          | Tag                           | Canal de filmes estrangeiros dublado por tagalo.                                                                                          | 19 de outubro de 2016 (8 anos) | 15 de janeiro de 2018 (7 anos)                                                                         |
|          | Velvet                        | Canal voltado ao público feminino. | 1 de janeiro de 2008 (17 anos) | 1 de janeiro de 2014 (11 anos)                                                                         |
|          | Yey!                          | Canal infantil. Agora é usado como bloco de programação infantil desde 6 de novembro de 2021.                                             | 3 de janeiro de 2011 (14 anos) 6 de novembro de 2021 (3 anos) (relançado como um bloco de programação na Kapamilya Channel, A2Z e Jeepney TV) | 30 de junho de 2020 (4 anos) (como um canal de televisão)                                              |

### Internacionais

#### Atual
| Logótipo | Canal                     | Descrição                                                                                       | Fundação                          |
| -------- | ------------------------- | ----------------------------------------------------------------------------------------------- | --------------------------------- |
|          | The Filipino Channel      | O principal canal internacional da ABS-CBN. É o primeiro canal filipino em países estrangeiros. | 22 de setembro de 1994 (30 anos)  |
|          | ANC Global                | A versão internacional da ABS-CBN News Channel (ANC).                                           |                                   |
|          | Cinema One Global         | A versão internacional do Cinema One.                                                           | 2004 (21 anos)                    |
|          | Cine Mo! Global           | A versão internacional do Cine Mo!.                                                             | 3 de dezembro de 2020 (4 anos)    |
|          | Myx Global                | A versão internacional do Myx.                                                                  | 28 de fevereiro de 2007 (18 anos) |
|          | TeleRadyo Serbisyo Global | A versão internacional da TeleRadyo Serbisyo (anteriormente TeleRadyo).                         | 30 de junho de 2023 (1 ano)       |

#### Antigo
| Logótipo | Canal                                   | Descrição                                                  | Fundação               | Extinção                        |
| -------- | --------------------------------------- | ---------------------------------------------------------- | ---------------------- | ------------------------------- |
|          | Bro                                     |                                                            |                        |                                 |
|          | Kapamilya Channel (internacional)       |                                                            |                        |                                 |
|          | Lifestyle Network (Estados Unidos)      | A versão norte-americana da Lifestyle Network.             |                        | 30 de novembro de 2020 (4 anos) |
|          | Pinoy Central TV                        |                                                            |                        |                                 |
|          | ABS-CBN Sports and Action International | A versão internacional da ABS-CBN Sports and Action (S+A). | junho de 2015 (9 anos) | 2 de dezembro de 2020 (4 anos)  |

## Estações de radio
| Logótipo | Estação                                                                       | Descrição                                            | Fundação                                           |
| -------- | ----------------------------------------------------------------------------- | ---------------------------------------------------- | -------------------------------------------------- |
|          | MOR Entertainment (anteriormente conhecido como MOR: My Only Radio For Life!) | Música e entretenimento.                             | 16 de julho de 1989 (35 anos) (como ABS-CBN Radio) |
|          | myxRadio                                                                      | Música.                                              | 27 de novembro de 2019 (5 anos)                    |
|          | DWPM Radyo 630 (anteriormente conhecido como DZMM Radyo Patrol 630)           | Notícias. Co-propriedade com a Prime Media Holdings. | 30 de junho de 2023 (1 ano)                        |

## Internet
| Logótipo | Serviço                                                           | Descrição                                  | Fundação                     |
| -------- | ----------------------------------------------------------------- | ------------------------------------------ | ---------------------------- |
|          | iWantTFC (anteriormente ABS-CBN Now, iWantTV, iWant e TFC Online) | O serviço de vídeo sob demanda da empresa. | 2003 (22 anos)               |
|          | News.ABS-CBN.com                                                  | Site de notícias.                          | 1997 (28 anos)               |
|          | Kapamilya Online Live                                             | Canal baseado na web.                      | 1 de agosto de 2020 (4 anos) |

## Subsidiárias e divisões

### Subsidiárias
- ABS-CBN Center for Communication Arts, Inc. (Star Magic)
- ABS-CBN Convergence, Inc.
  - ABS-CBN TV Plus
  - ABS-CBNmobile (joint venture con Globe Telecom, extinta)
- ABS-CBN Digital Media
- ABS-CBN Film Productions, Inc. (Star Cinema)
  - Black Sheep
  - Skylight Films (fechado em 2018)
  - Star Creatives
- ABS-CBN Foundation, Inc.
- ABS-CBN Global Ltd.
  - ABS-CBN Australia Pty. Ltd.
  - ABS-CBN Canada, ULC
  - ABS-CBN Global Hungary Kft.
  - ABS-CBN Japan, Inc.
  - ABS-CBN Middle East Free Zone LLC
  - ABS-CBN Middle East LLC
  - ABS-CBN Global Netherlands B.V.
- ABS-CBN Publishing, Inc.
- ABS-CBN Theme Parks & Resorts
  - ABS-CBN Studio Experience (fechado em 2020)
  - KidZania Manila (fechado em 2020)
- ACJ O Shopping Corporation (joint venture com a CJ ENM, fechado em 2020)
- Creative Programs, Inc.
- MediaSerbisyo Corporation (joint venture com a Prime Media Holdings)
- Play Innovations, Inc.
  - Play Innovations Hungary Kft.
- Roadrunner Network, Inc.
- Sarimanok News Network, Inc.
- Sky Cable Corporation
  - Destiny Cable
  - Sky Cable
  - Sky Direct (fechado em 2020)
- Star Home Video
- Star Recording, Inc.
  - Star Music
- Star Songs, Inc.

### Divisões
- ABS-CBN Events
- ABS-CBN Film Archives
- ABS-CBN International
- ABS-CBN International Production and Co-Production
- ABS-CBN Licensing
- ABS-CBN News and Current Affairs
- ABS-CBN Sports (fechado em 2020)
- ABS-CBN Studios
  - Dreamscape Entertainment
- Cable Channels and Print Media Group
- Creative Communications Management Group
- Manila Radio Division
- Regional Network Group (ABS-CBN Regional)
- Star Entertainment Group

## Logotipos utilizados pela ABS-CBN

De 1º de fevereiro de 1967 a 21 de setembro de 1972.
De 14 de setembro de 1986 a 31 de dezembro de 1999.
De 1º de janeiro de 2000 a 31 de dezembro de 2013.
Desde 1º de janeiro de 2014.

## Programas

### Telejornais e atualidades
- TV Patrol (1987-presente)
- The World Tonight (1966-presente)
- News Patrol (2005-presente)
- Bandila (2006-2020)
- Magandang Umaga Po (1987-1995)
- Tatak Pilipino (1990-1995)
- Alas Singko Y Medya (1995-2002)
- Magandang Umaga, Bayan! (2002-2005)
- Magandang Umaga, Pilipinas! (2005-2007)
- Umagang Kay Ganda (2007-2020)
- Hoy Gising! (1992-2001)
- Magandang Gabi, Bayan (1988-2005)
- Salamat Dok (2004-2020)
- SOCO: Scene of the Crime Operatives (2005-2020)
- Rated K (2004-2020)
- Failon Ngayon (2009-2020)
- The Bottomline with Boy Abunda (2009-2020)
- Kuha Mo! (2019-2020)
- KBYN: Kaagapay ng Bayan (2022-2023)
- Tao Po! (2023-presente)

### Informativos
- Knowledge Power (1998-2004)
- Matanglawin (2008-2020)

### Dramas

#### Dramas locais
- Be Careful With My Heart (2012-2014)
- Ang Probinsyano (2015-2022)
- Kadenang Ginto (2018-2020)
- Marry Me, Marry You (2021-2022)
- Darna (2022-2023)
- Dirty Linen (2023)
- Batang Quiapo (2023)

#### Antologiasdramáticas
- Wansapanataym (1997-2005, 2010-2019)
- Maalaala Mo Kaya (1991-presente)
- Ipaglaban Mo! (2014-presente)

#### Dramas coreanos
- Lovers in Paris
- Save the Last Dance for Me
- Memories of Bali
- Stained Glass
- Green Rose
- Oh Feel Young
- Only You
- Spring Day
- My Girl
- Princess Hours
- The 101st Proposal
- Something About 1%
- Spring Waltz
- Marrying a Millionaire
- Lovers
- Boys Over Flowers
- He's Beautiful
- Perfect Match
- Cinderella's Sister
- My Princess
- My Girlfriend Is a Gumiho
- Marry Me, Mary!
- Pure Love
- Heartstrings
- City Hunter
- Dream High
- Glory Jane
- Ohlala Couple
- A Gentleman's Dignity
- Rooftop Prince
- To the Beautiful You
- Missing You
- Love Rain
- That Winter, the Wind Blows
- The Love Story of Kang Chi
- When a Man Falls in Love
- The Heirs
- Miss Ripley
- Pretty Man
- Angel Eyes
- Faith
- Fated to Love You
- My Lovely Girl
- Marriage, Not Dating
- My Love Donna
- Love in the Moonlight
- Legend of the Blue Sea
- Goblin
- Weightlifting Fairy
- Hwarang
- Black
- The King is in Love
- I'm Not a Robot
- W
- Doctor Crush
- Go Back Couple
- Hwayugi
- What's Wrong with Secretary Kim
- Gangnam Beauty
- Encounter
- Codename: Terrius
- 100 Days My Prince
- I Have a Lover
- Hotel del Luna
- Touch Your Heart
- The Tale of Nokdu
- Love in Sadness
- Familiar Wife
- The World of a Married Couple
- Meow, the Secret Boy
- Melting Me Softly
- The Great Show
- Come and Hug Me

#### Dramastaiwaneses
- Meteor Garden
- It Started With a Kiss
- Hanazakarino Kimitachihe
- Romantic Princess
- They Kiss Again
- Love or Bread
- Miss No Good
- Down with Love
- Skip Beat!

#### Dramas chinos
- Unforgettable Love
- A Love So Beautiful
- Meteor Garden
- Story of Yanxi Palace
- Count Your Lucky Stars
- The Forbidden Flower
- The Untamed

#### Dramas tailandeses
- 2gether: The Series
- Still 2gether
- F4 Thailand: Boys Over Flowers

#### Telenovelasmexicanas
- María Mercedes
- Marisol
- Lazos de amor
- Niño Felipín
- Rosalinda
- Daniela's Diary
- Camila
- Tres mujeres
- Alicia
- Nunca te olvidaré
- Cristina
- Paloma
- Wheels of Love
- Luisa
- Rubi
- Little Amy
- Mirada de mujer
- Inocente de ti
- Maria de Jesus: Ang Anghel sa Lansangan

#### Telenovelasestadunidenses
- El cuerpo del deseo
- Frijolito
- Jane the Virgin

#### Telenovelascolombianas
- Pasión de amor
- Zorro, la espada y la rosa
- La traición

#### Telenovelasvenezuelanas
- Altagracia
- Gata salvaje

#### Telenovelaargentina
- Malparida

#### Telenovela brasileira
- Ana Manuela

#### Sériesestadunidenses
- 24
- Alias
- Lethal Weapon
- Taken
- Power Rangers

### Programas de variedades
- ASAP Natin 'To (1995-presente)
- MTB (1998-2005)
  - Magandang Tanghali Bayan (1998-2003)
  - Masayang Tanghali Bayan (2003-2004)
  - MTB: Ang Saya-Saya (2004-2005)
- Wowowee (2005-2010)
- It's Showtime (2009-presente)
- Pilipinas Win na Win (2010)
- Happy Yipee Yehey! (2011-2012)

### Game shows
- Pilipinas, Game KNB? (2001-2009)
- Kapamilya, Deal or No Deal (2006-2015)
- 1 vs. 100 (2007-2008)
- Wheel of Fortune (2008)
- Pinoy Bingo Night (2009)
- The Price Is Right (2011)
- Minute to Win It (2013-2019)
- Family Feud (2017-2018)
- Everybody, Sing! (2021-presente)

### Comédia
- Super Laff-In (1969-1972, 1996-1999)
- Goin' Bananas (1987-1991)
- Chika Chika Chicks (1987-1991)
- Abangan ang Susunod na Kabanata (1991-1997)
- Ang TV (1992-1997)
- Home Along Da Riles (1992-2003)
- Kaya ni Mister, Kaya ni Misis (1997-2002)
- Pwedeng-Pwede (1999-2001)
- Bida si Mister, Bida si Misis (2002-2005)
- Goin' Bulilit (2005-2019)
- Quizon Avenue (2005-2006)
- Let's Go (2006-2007)
- Aalog-alog (2006-2007)
- John en Shirley (2006-2007)
- Banana Split (2008-2015)
- George and Cecil (2009-2010)
- Home Sweetie Home (2014-2020)
- Banana Sundae (2015-2020)

### Talk shows
- Sharon (1998-2010)
- The Buzz (1999-2015)
- Homeboy (2005-2007)
- Gandang Gabi, Vice! (2011-2020)
- Tonight with Boy Abunda (2015-2020)
- Magandang Buhay (2016-presente)

### Reality shows
- Pinoy Big Brother (2005-presente)
- Your Face Sounds Familiar (2015-presente)

### Talent shows
- Pilipinas Got Talent (2010-2019)
- The Voice of the Philippines (2013-presente)
- Tawag ng Tanghalan (1987-1988, 2016-presente)

### Programas deanimação

#### Animesjaponeses
- Naruto
- My Hero Academia
- One Punch-Man
- Shoukoushi Ceddie
- Princess Sarah
- Anime himitsu no hanazono
- Digimon
- Capeta
- Fushigi no Umi no Nadia
- Digimon Tamers
- Air Gear
- Eureka Seven
- School Rumble
- Kamen Rider
- Mirmo Zibang!
- Katekyō Hitman Reborn!
- Kiba
- Samurai X

#### Sériesanimadasestadunidenses
- SpongeBob SquarePants
- Dora the Explorer
- The Adventures of Jimmy Neutron: Boy Genius
- Avatar: The Last Airbender
- The Legend of Korra
- Teenage Mutant Ninja Turtles
- Kung Fu Panda: Legends of Awesomeness
- Kim Possible
- American Dragon: Jake Long
- The Penguins of Madagascar

### Concursos de beleza
- Miss Terra
- Miss Universo
- Binibining Pilipinas

### Blocos de filmes e especiais
- Kapamilya Blockbusters (2010-presente)
- Sunday's Best (2006-presente)

## Slogans
- In the Service of the Filipino (desde 1986, slogan principal)
- In the Service of the Filipino Worldwide (desde 1992, slogan secundário)
- Kapamilya Forever (desde 2020, após o fechamento da emissora)
- Andito Kami Para Sa 'Yo (2021, durante o primeiro aniversário do fechamento da ABS-CBN)